# I. Ferdinánd leóni király
I. (Nagy) Ferdinánd leóni király (Navarra, 1016 – León, 1065. december 27.), Kasztília első királya. Az uralkodó a Navarrai-házból származott.

## Élete
Apja, a Ximena-házból (más írásmód szerint a Jimena-házból, avagy Jiménez-házból) származó III. (Nagy) Sancho, avagy III. Sancho Garcés (992 körül–1035) volt, a Pamplonai Királyság (a 12. század közepétől Navarrai Királyság) legjelentősebb uralkodója, a maga korában az Ibériai-félsziget leghatalmasabb keresztény királya. Anyja, Munia (Muniadonna, Munia Elvira, ?–1066), a Lara-házbeli Sancho García, más jelölés szerint I. Sancho (965?–1017), kasztíliai gróf és Urraca Gómez leánya.
Apósa halálakor III. Sancho lett sógorának (felesége öccsének), a kiskorú García Sáncheznek, más jelölés szerint II. Garcíának (1010 – 1029), Kasztília grófjának a gyámja. Amikor García Sánchez grófot meggyilkolták (1029), III. Sancho vált valójában Kasztília urává (éppen ezért egyes forrásokban szerepel is, mint II. Sancho gróf), és Kasztíliát – ténylegesen – elszakította a Leóni Királyságtól (amelynek részét képezte a grófság), azonban – formálisan – már ebben az évben Ferdinándot, a feleségétől, Muniától született középső fiát, tette Kasztília grófjává. 1032-ben Ferdinánd feleségül vette Sanchát (1013?–1067), a Kantábriai-házból származó, V. Alfonz (994–1028) leóni királynak és első feleségének, Elvira Menéndez de Melandának (? – 1022) a lányát, III. Bermudo (1010? 1017?–1037) leóni király testvérét. A házasságkötés lehetőséget adott III. Sanchónak arra, hogy a Leóni Királyságot fennhatósága alá vonja: 1034-ben bevonult Leónba, a királyság fővárosába, ahol császárrá koronáztatta magát – igaz, még ebben az évben önként ki is vonult. III. Bermudo a navarrai király elől Galiciába húzódott vissza.
1035-ben III. Sancho meghalt, a végrendeletében a birodalmát négy királyságra felosztva, a négy fiára hagyta, ekkor emelte fel Kasztíliát grófságból királysággá. I. Ferdinánd gróf így vált I. Ferdinánd néven Kasztília első királyává (1035 – 1065). III. Bermudo a navarrai király halála után szinte nyomban visszatért Leónba, és visszaszerezte a III. Sancho által elvett területeket, illetve folytatta a harcot I. Ferdinánd ellen, Tierra de Campos területének megszerzéséért. E harc során 1037. szeptember 4-én, Tamarónnál, csatát veszített I. Ferdinánddal és a segítségére siető bátyjával, V. (Nájerai) García (1012? – 1054), pamplonai/navarrai királlyal szemben, az ütközetben III. Bermudo elesett. A leóni király fia, Alfonz, még 1030-ban meghalt, így III. Bermudóval – férfiágon – a Kantábriai-ház kihalt. A kasztíliai király – szintén I. Ferdinánd néven –, leóni király (1037 – 1065) lett, ugyanis Sancha a férje javára visszalépett, azonban a királyság fővárosa, León, csak 1038-ban hódolt meg I. Ferdinánd előtt. III. Bermudo halálával León végleg elveszítette az elsőbbséget Kasztíliával szemben, a későbbiekben – pár kivételtől eltekintve – Kasztília királyai lettek León királyai is.
I. Ferdinánd később – egyes, az apjuk által megszerzett kasztíliai területek visszaszerzése végett – háborút indított a bátyja, V. Garcia ellen. A döntő csatában (Atapuerca, 1054. szeptember 1.) a kasztíliaiak győztek, V. García elesett az ütközetben.
I. Ferdinánd jelentős állam- és egyházszervező tevékenységet folytatott (clunyi reformok támogatása) és a mórok ellen is sikeresen harcolt, ezért érdemelte ki a „nagy” jelzőt.
Halálakor az általa uralt területeket a három fia között felosztotta: II. Sancho (1037? – 1072) Kasztília királya, VI. Alfonz (1040 – 1109) León – és később – Kasztília királya, míg García (1042? – 1090) Galícia királya lett. Sancho és Alfonz apjuk halála után García ellen fordult és legyőzték, területét felosztották egymás közt. Később Sancho és Alfonz egymás ellen harcoltak, és 1072-ben Sancho győzedelmeskedett, uralma alatt egyesítette apja királyságait. Azonban még ugyanebben az évben megölték és az egyesült leóni-kasztíliai királyság uralkodója VI. Alfonz lett.